# Стоян Попович
Стоян Попович (серб. Stojan Popović, нар. 31 грудня 1906, Белград  — пом. 30 жовтня 1980, Белград) — югославський футболіст, що грав на позиції півзахисника. Відомий виступами, зокрема, за клуб «Югославія», а також національну збірну Югославії. 

## Клубна кар'єра
В 1920 році прийшов до клубу «Югославія» з команди «Клемегдан». З 1924 року почав грати за першу команду. У чемпіонських сезонах 1924 і 1925 років не був гравцем основи, тому жодного матчу у фінальних частинах змагань не зіграв.
У 1926 році завоював з командою срібло чемпіонату. «Югославія» програла у фіналі «Граджянскі» (1:2). Також був срібним призером чемпіонату 1930 року і бронзовим 1929 року. Загалом у складі «Югославії» зіграв 180 матчів і забив 12 м'ячів. 
Завершував кар'єру в ще одній команді з Белграду — БАСКу, де грав з 1930 по 1934 рік. 
Закінчив юридичний факультет і займався юридичною практикою. 
| Дата       | Місто    | Господарі      | Результат | Гості          | Турнір                  | Голи | Примітки |
| ---------- | -------- | -------------- | --------- | -------------- | ----------------------- | ---- | -------- |
| 10.05.1927 | Бухарест | Румунія        | 0 – 3     | Югославія      | Кубок короля Олександра | -    |          |
| 15.05.1927 | Софія    | Болгарія       | 0 – 2     | Югославія      | товариський матч        | -    |          |
| 31.07.1927 | Белград  | Югославія      | 1 – 1     | Чехословаччина | товариський матч        | -    |          |
| 28.10.1927 | Прага    | Чехословаччина | 5 – 3     | Югославія      | товариський матч        | -    |          |
| 08.04.1928 | Загреб   | Югославія      | 2 – 1     | Туреччина      | товариський матч        | -    |          |
| Усього     |          | Матчів         | 5         |                | Голів                   | 0    |          |

## Трофеї і досягнення
- Срібний призер чемпіонату Югославії: 1926, 1930
- Бронзовий призер чемпіонату Югославії: 1929
- Переможець Кубка Югославської федерації: 1927